# Scott Columbus
 (janvier 2021).
Walter Scott Colombus (10 novembre 1956 - 4 avril 2011), est un batteur américain. Il est notamment l'ancien batteur du groupe de heavy metal américain Manowar pendant plusieurs albums. Il est gaucher.
Il a succédé à Donny Hamzik en 1982, avant de céder à son tour sa place à Rhino en 1992 afin de pouvoir se consacrer à son fils malade. Sa réintégration a lieu en 1995, il reste dans le groupe jusqu'en octobre 2010, date à laquelle Donny Hamzik reprend sa place.

## Biographie
Colombus est découvert par une fan du groupe Manowar. Remplacé par Rhino sur l'album The Triumph of Steel, il réintègre le Groupe pour l'enregistrement de Louder than Hell, puis il est à nouveau remplacé par Rhino en 2008.
Dans une entrevue dans Classic Rock magazine en mai 2010, Columbus indique que son départ de Manowar s'est produit autour d'avril 2008, à la suite de désaccords sur quelques points entre lui et Joey DeMaio. Il ajoute : « J'ai eu une longue et merveilleuse carrière avec Manowar ; Je n'ai aucun regret, c'est juste la vie qui évolue ».
Scott Colombus joue sur une batterie qu'il a nommée « Drums of Doom ». Une chanson de l'album Fighting the World (1987) porte notamment ce nom.